# برج الشعلة
برج الشعلة أو ذا مارينا تورش هي ناطحة سحاب سكنية تقع في مرسى دبي.تم افتتاح البرج في 2011م.

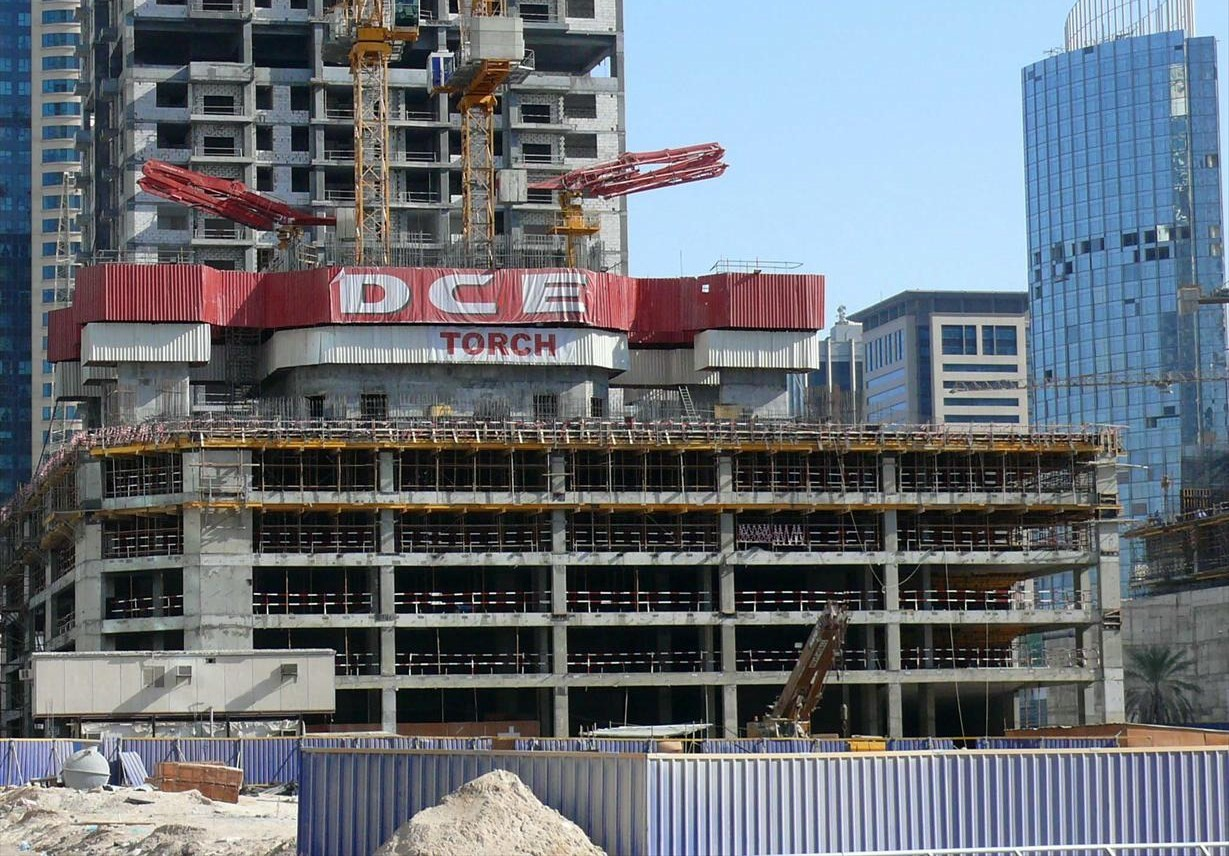
برج الشعلة قيد الانشاء 2007

وقد سجل البرج المركز 49 على مستوى العالم، والـ15 على مستوى المنطقة والـ13 على مستوى الدولة، والـ12 على مستوى دبي حيث يبلغ ارتفاعه 349 متراً عن سطح الأرض